# Рыба-кабан Вилера
Рыба-кабан Вилера (лат. Pentaceros wheeleri) — вид лучепёрых рыб из семейства вепревых (Pentacerotidae). Распространены в северной части Тихого океана. Максимальная длина тела 44 см.

## Описание
Тело продолговатое, довольно высокое, сильно сжато с боков, покрыто мелкой ктеноидной чешуёй. Высота тела укладывается более трёх раз в стандартную длину тела. Голова большая, её длина укладывается 2,9—3,2 раза в стандартную длину тела. Кости головы шероховатые, исчерчены поперечными полосками. Рыло заострённое, рот маленький, косой. В ряду от истмуса до начала основания брюшных плавников менее 30 чешуй. Глаза умеренной величины, их диаметр в 3,2—3,6 раза меньше длины головы. На первой жаберной дуге 23—26 жаберных тычинок, из них 7—8 тычинок на верхней части дуги и 16—18 тычинок — на нижней части дуги. В спинном плавнике 13—14 жёстких и 8—9 мягких лучей. Основание колючей части плавника намного длиннее основания мягкой части. Четвёртый и пятый колючие лучи самые высокие. Последний колючий луч короче мягких лучей. В анальном плавнике 4 колючих и 7—8 мягких лучей. Колючие лучи плавника могут убираться в бороздку; первый мягкий луч длиннее последнего колючего луча. Грудные плавники длинные (укладываются менее 3,5 раз в стандартную длину тела), островершинные, с 17—18 мягкими лучами; верхние лучи намного длиннее нижних. Крупные брюшные плавники расположены позади грудных плавников, в них один сильный колючий и 5 мягких лучей. Хвостовой стебель короткий. Хвостовой плавник с небольшой выемкой, в нём 17 основных лучей и (6—7) + (5—6) дополнительных. Боковая линия изгибается вверх над грудными плавниками, следует за верхним профилем тела, с уровня начала основания мягкой части спинного плавника плавно понижается и проходит по середине хвостового стебля; в ней 67—78 чешуек. Позвонков 25, из них 12—13 брюшных и 12 хвостовых.
Максимальная длина тела 44 см, обычно до 30 см. Масса тела до 1,2 кг. По другим данным рыба-кабан Вилера может достигать длины 68 см и массы 4,8 кг.

## Биология
Морские придонные рыбы. Обитают над континентальным склоном на глубине 146—800 м. Часто встречаются в окрестностях подводных гор, хребтов и возвышенностей.
Самки рыбы-кабана Вилера впервые созревают в возрасте семи лет при длине тела 27—28 см, а самцы созревают в возрасте шести лет при длине тела 25 см. Нерестятся зимой, нерест порционный. Плодовитость варьируется от 67 до 728 тысяч икринок. Икра сферической формы, диаметром около 1,5 мм, с одной жировой каплей. Инкубационный период при температуре 20 продолжается 3 суток. После нереста часть особей погибает.
Личинки и молодь пелагические. Начальный период онтогенеза характеризуется довольно быстрым темпом роста рыб. К концу первого года жизни молодь достигает длины около 8 см. Пелагический период продолжается от 2-х до 4,5 лет. После этого рост замедляется, взрослые особи переходят к придонному образу жизни.
Молодь рыбы-кабана Вилера питается мелким зоопланктоном (преимущественно копеподы, щетинкочелюстные и личинки двустворчатых моллюсков). В состав рациона взрослых особей входят оболочники, гребневики, эвфаузиевые, крылоногие, сальпы, креветки и рыбы.

## Ареал
Распространены в северной части Тихого океана от Японии до Алеутских островов и на юг до полуострова Калифорния. Наиболее многочисленны на подводных возвышенностях Императорского хребта и в северной части Гавайского хребта.

## Взаимодействие с человеком
Промысловая рыба. В 1960—1970 годах рыба-кабан Вилера являлась одной из массовых промысловых рыб в пределах Императорского и Гавайского хребтов. Уловы СССР в этот период варьировали от 30 до 140 тысяч тонн ежегодно. С 1973 года вследствие перелова и неблагоприятных гидрологических условий промысловый запас рыбы-кабана Вилера начал быстро сокращаться. Ловят донными и придонно-пелагическими тралами. Мясо обладает высокими вкусовыми качествами.